# 朗德里尚
朗德里尚（法語：Landrichamps，法語發音：[lɑ̃dʁiʃɑ̃]）是法国大東部大區阿登省的一个市镇，属于沙勒维尔-梅济耶尔区。

## 地理
朗德里尚（50°5'23"N, 4°49'50"E）面积4.72 平方千米，位于法国大東部大區阿登省，该省份为法国北部内陆省份，西接埃纳省，南至马恩省，东临默兹省，北与比利时接壤。
与朗德里尚接壤的市镇（或旧市镇、城区）包括：沙尔努瓦、绍斯。

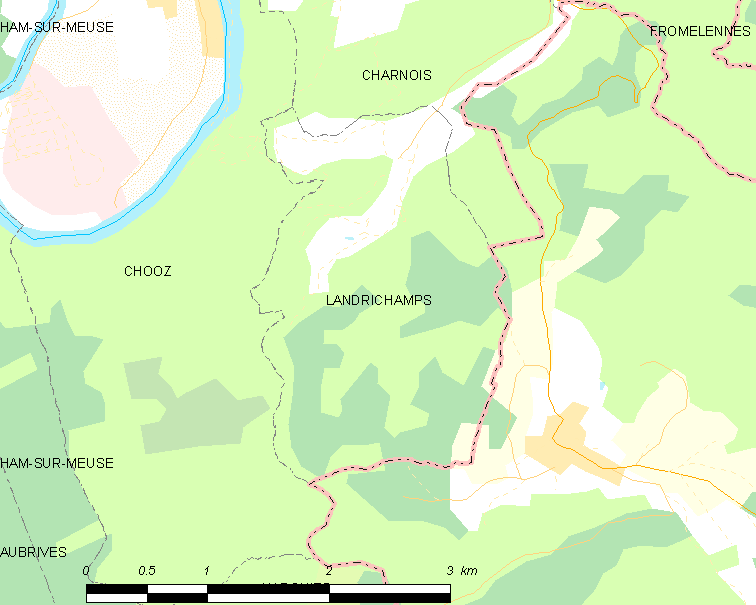
朗德里尚的OSM定位图

朗德里尚的时区为UTC+01:00、UTC+02:00（夏令时）。

## 行政
朗德里尚的邮政编码为08600，INSEE市镇编码为08247。

## 政治
朗德里尚所属的省级选区为日韦县。

## 人口

1962-2008年间朗德里尚人口变化图示

朗德里尚于2022年1月1日时的人口数量为129人。